# Кристијан Мекафри
Кристијан Џексон Мекафри (енгл. Christian Jackson McCaffrey рођен 7. јуна 1996.), такође познат на енглеском под иницијалима CMC, је амерички фудбалски ранингбек који наступа за Сан Франциско 49ерсе у Националној фудбалској лиги за амерички фудбал (НФЛ). Играо је на колеџу за Стенфорд Кардинале и био је изабран од стране Каролина Пантера као осми пик на НФЛ драфту 2017. године. Као софмор у 2015. години, Мекафри је проглашен АП колеџ фудбалским играчем године(енгл. AP College Football Player of the Year) и био је финалиста за Хајсманов трофеј. Држи НЦАА рекорд за највише истрчаних и ухваћенух јарди у једној сезони (3.864).
Мекафри држи бројне рекорде НФЛ-а и франшизе Пантера и један је од три играча у историји лиге који су успели да остваре 1.000 претрчаних и 1.000 ухваћених јарди у истој сезони, урадивши то 2019. године. Мекафри је прешао у 49ерсе 2022. године и годину дана касније проглашен је Најбољим офанзивним играчем године након што је предводио лигу у истрчаним јардима након хватања и тачдаунима и оствареном Супер Боул-ом LVIII. Поред Кристијана, у породици Мекафри фудбалом се још баве и отац Ед, као и браћа Макс и Лук.

## Детињство
Кристијан Мекафри рођен је у Касл Року, Колорадо, 7. јуна 1996. године, син некадашњег НФЛ вајдрисивера Еда Мекафрија и бивше фудбалерке Стендфорда Лисе Мекафри. Похађао је гимназију Регис Језуит у Орори,Колорадо, где је био прву годину, а затим је прешао у гимназију Валор Кристијан у Хајлендс Ранчу, Колорадо, код тренера Брента Виезелмајера, где је и остао током целог свог средњошколског образовања. Играо је на позицијама ранингбека, вајдрисивера, корнербека и пантера. Оборио је бројне рекорде средњошколског фудбала у Колораду, укључујући укупан број тачдауна током каријере(141), укупне јарде (8.845), укупан број тачдауна хватањем(47) и укупно јарди у једној сезони (3.032). Био је проглашен за најперсективнијег фудбалера године у Колораду, и у 2012. и у 2013. години. Поред америчког фудбала, такође је играо кошарку.
Мекафри је такође био изузетан спринтер у тиму за атлетику. Као софмор, заузео је друго место у трци на 100 метара на такмичењу Маунтајн Виста Болдер Инвитационал са рекордом каријере и временом од 10,75 секунди. Као јуниор 2013. године, завршио је као шести у трци на 100 метара (10,89 секунди) и девети у трци на 200 метара (22,17 секунди) на државном такмичењу ЦХСАА.
Сматран је једним од сто најбољих фудбалских играча у својој националној средњошколској класи. Процењен је од стране Ривалс.ком-а са четири звезде и рангиран је као трећи најбољи ранингбек у својој класи и 77. најбољи играч укупно. Потписао је за универзитет Стенфорду и почео да игра колеџ фудбал.

## Каријера на колеџу
Мекафри је одиграо укупно 3 сезоне на колеџу и то: 2014,2015 и 2016. 

### Сезона 2014
Мекафри је играо у свих 13 утакмица као руки за Кардинале 2014. године. Делио је терен са Ремоундом Рајтом, Баријем Џ. Сандерсом и Келси Јангом. У својој дебитантској утакмици у колеџ фудбалу, постигао је тачдаун од 52 јарде хватањем против УЦ Дејвиса. Завршио је годину са 300 јарда трчањем на 43 ношења и 251 ухваћених јарда са17 хватања и укупно два укупна тачдауна хватањем.

### Сезона 2015
Мекафри је другу сезону одиграо фантастично. Оборио је НЦАА рекорд Барија Сандерса од 3.250 укупних јарди, и трчањем и хватањем, и то са 3.864. Мекафри је завршио као други на колеџу са 2.019 истрчаних јарди, и тако постао први играч Стенфорда који је истрчао више од 2.000 јарди у сезони. Такође је поставио и многе друге рекорде Стенфорда током сезоне, укључујући број истрчаних јарди у једној утакмици (243), као и укупно јарди, хватањем и трчањем у једној утакмици (461).
Мекафри је био изгласан за Ол-Американ тим и освојио је награду за најбољег играча колеџ фудбала по избору Асоцијејтед преса, затим је изабран од стране тренера за најбољег играча конференције, а такође је освојио и трофеј Пол Хорнунг. Завршио је на другом месту иза Дерика Хенрија са Алабаме на гласању за Хајсменов трофеј, односно играча који је најдоминантији на колеџу у 2015. години.
Поставио је школски рекорд за укупно јарди на једној утакмици на Пац-12 првенству против УСЦ-а са укупно 461 јардом.
Током Роуз Боула 2016. године против Ајове, Мекафри постаје први играч који је истрчао преко 100 јарди (172) и имао преко 100 јарди хватањем (109). Поставио је нови рекорд Роуз Боула са укупно 368 јарди, и тако је оборио претходни рекорд постављен 2012. године од стране Џареда Абрејдериса са Висконсина.

### Сезона 2016
На крају редовног дела сезоне 2016, Мекафри је предводио лигу у укупно истрчаним и ухваћеним јардима (211.6 јарди по мечу). Био је први у Пац-12 конференцији у истрчаним јардима (1.603 јарде) и четврти у лиги у истрчаним јардима по мечу (145.7). Након што се повредио у утакмици која се одгирала 8. октобра, у којој је његов тим доживео пораз од Вашингтон Стејта резултатом 42-16, Мекафри је изостао и недељу дана касније са утакмице у којој су победили резултатом 17-10 против великог ривала Нотр Дама. Поставио је рекорд Стенфорда, где је успео за једну утакмицу да истрчи 284 јарде и то против Калифорније. Именован је у први тим Пац-12 за 2016. годину. Након још једне веома успешне сезоне, одлучио је да изађе на НФЛ драфт 2017. године.
19. децембра, Мекафри је објавио да неће учествовати на Сан Боул мечу против Северне Каролине, са објашњењем да жели да прескочи утакмицу како би се припремио за НФЛ драфт. Његова одлука изазвала је различите реакције; поједини су се слагали да је то паметна одлука, док је било и мишљења да је такав поступак себичан и потенцијално штетан за колеџ фудбал ако би други играчи урадили исто што и он. Радио водитељ Мајк Гринберг, стао је у одбрану Мекафрија и изјавио је: "Називати Кристијана Мекафрија себичним због прескакања ревијалне утакмице како би се припремао за своју будућу каријеру је врхунац не разумевања". До 2018. године, прескакање овог меча од стране проспеката за НФЛ драфт постало је много чешће и изазивало је много контроверзи међу навијачима.

### Колеџ статистика
| Сезона | Трчање | Трчање | Трчање | Трчање | Хватање | Хватање | Хватање | Хватање | Враћање панта | Враћање панта | Враћање панта | Враћање панта | Враћање почетног ударца | Враћање почетног ударца | Враћање почетног ударца | Враћање почетног ударца | Укупно | Укупно |
| Сезона | П      | ЈД     | Пр     | ТД     | П       | ЈД      | Пр      | ТД      | П             | ЈД            | Пр            | ТД            | П                       | ЈД                      | Пр                      | ТД                      | ЈД     | ТД     |
| ------ | ------ | ------ | ------ | ------ | ------- | ------- | ------- | ------- | ------------- | ------------- | ------------- | ------------- | ----------------------- | ----------------------- | ----------------------- | ----------------------- | ------ | ------ |
| 2014.  | 42     | 300    | 7.1    | 0      | 17      | 251     | 14.8    | 2       | 9             | 154           | 17.1          | 0             | 5                       | 91                      | 18.2                    | 0                       | 796    | 2      |
| 2015.  | 337    | 2,019  | 6.0    | 8      | 45      | 645     | 14.3    | 5       | 15            | 130           | 8.7           | 1             | 37                      | 1,070                   | 28.9                    | 1                       | 3,864  | 15     |
| 2016.  | 253    | 1,603  | 6.3    | 13     | 37      | 310     | 8.4     | 3       | 10            | 96            | 9.6           | 0             | 14                      | 318                     | 22.7                    | 0                       | 2,327  | 16     |
| Укупно | 632    | 3,922  | 6.2    | 21     | 99      | 1,206   | 12.2    | 10      | 34            | 380           | 11.2          | 1             | 56                      | 825                     | 14.7                    | 1                       | 6,333  | 33     |

## Професионална каријера

### Драфт
Мекафри је добио позив на НФЛ комбајн као један од најбољих перспективних ранингбекова који излазе на драфт и завршио је све потребне комбајн вежбе и такође учествовао је вежбама које су специјалне за његову позицију. Присуствовао је и на Про Деј-у на Стенфорду, али је био задовољан својим резултатима на комбајну и само је одрадио вежбе за његову позицију док су га посматрали НФЛ скаути и представници. Мекафри је пројектован да буде изабран у првој рунди НФЛ драфт-а од већине НФЛ стручњака и аналитичара.  Такође га је амерички спортски магазин Спортс Илустратед оценио као трећег најбољег ранингбека на драфту, Про Футбол Фокус као четвртог најбољег, а НФЛ Драфт Скаут.цом и ЕСПН као другог најбољег.
| В                       | Т              | Дуж. руке      | Расп. шаке    | 40 јарди спринт | 10 јарди сплит | 20 јарди сплит | 20 јарди НН | 3 чуња | Вис              | Даљ                 | Бенч    | Вондерлик |
| ----------------------- | -------------- | -------------- | ------------- | --------------- | -------------- | -------------- | ----------- | ------ | ---------------- | ------------------- | ------- | --------- |
| 5 ft 11+1⁄4 in (1.81 m) | 202 lb (92 kg) | 30 in (0.76 m) | 9 in (0.23 m) | 4.48 s          | 1.52 s         | 2.60 s         | 4.22 s      | 6.57 s | 37.5 in (0.95 m) | 10 ft 1 in (3.07 m) | 10 reps | 21        |

### Каролина пантерси

#### Сезона 2017
Каролина Пантерси су изабрали Мекафрија у првој рунди са осмог места на НФЛ драфту 2017. године. Он је био други ранингбек који је изабран, након Леонарда Форнета који је изабран као четврти пик.
4. маја 2017. године, Каролина Пантерси потписали су уговор са Мекафријем на четири године вредан 17,2 милиона долара са бонусом за потпис од 10,7 милиона долара.
Мекафријев деби у НФЛ сезони догодио се на отварању сезоне Пантера против Сан Франциско 49ерса где је забележио 47 јарди ношењем, забележио је и 38 јарди хватањем, као и један изгубљен фамбл у победи свог тима резултатом 23-3. У трећем колу против Њу Орлеанс Сејнтса, имао је девет хватања за 101 јард. У петом колу против Детроит Лајонса, Мекафри је постигао свој први тачдаун у НФЛ каријери, тако што је ухватио пас за шест јарди од свог квотербека Кема Нјутна. У деветом колу против Атланте Фалконса, постигао је свој први тачдаун трчањем на пет јарди од енд зоне, у другој четвртини. У победи над Мајами Долфинсима у Мондеј најт фудбалу, Мекафри је постигао два тачдауна - један трчањем и један хватањем и укупно имао 50 јарда. У петнаестом колу, у победи над Грин Беј Пакерсима, Мекафри је поправио своју статистику на 73 хватања и пет ухваћених тачдауна, и тако постао једини ранингберк у историји НФЛ-а са најмање 70 хватања и пет тачдауна хватањем, а касније, у току сезоне, му се и придружио Алвин Камара. Следеће недеље, против Тампа Беј Баканеарса, Мекафри је поправио свој укупан број хватања на 75, и тако оборио рекорд једног рукија Каролина Пантерса од 74 који је поставио Келвин Бенџамин. Завршио је своју прву сезону са 435 јарди трчањем, два тачдауна трчањем, 80 хватања, 651 јард хватањем и пет ухваћених тачдауна. Пантери су ушли у плеј-оф као пети на табели. У првом колу плеј-офа против Њу Орлеанс Сејнтса, Мекафри је забележио 16 јарди трчањем, шест хватања за 101 јард и један ухваћен тачдаун у поразу од 31-26.

#### Сезона 2018
У другој недељи, против Фалконса, Мекафри је забележио највише ухваћених лопти на једној утакмици, и то 14 за укупно 102 јарде, уз 37 јарди трчањем у поразу своје екипе резултатом 31-24. У трећој недељи, против Синсинати Бенгалса, имао је 28 ношења за рекорд каријера у износу од 184 јарди у победи од 31-21. Мекафри је постао први члан у историји Каролина Пантераса са преко 100 јарди трчањем и хватањем у истој утакмици. Имао је 125 јарди трчањем и 112 јарди хватањем у поразу од Сијетл Сихокса. Такође је био први играч од Аријана Фостера 2011. године који је имао 100+ јарди трчања и хватања и тачдаун, и једини је играч са 10+ хватања у таквој утакмици. Током 15. недеље, у Мондеј најт фудбалском дуелу против Саинтса, који су имали резултат 11-2, Мекафри је бацио тачдаун пас од 50 јарди на 4. покушају за 2 јарда за Криса Манхерца. Са 50 јарди трчања, 50 јарди хватања и 50 јарди паса, придружио се Волтеру Пејтону и Гејлу Сајерсу као једини играчи који су то постигли. Током 16. недеље против Атланта Фалконса, Мекафри је оборио рекорд Мета Фортеа за највише хватања једног ранингбека у сезони, остваривши на тој утакмици 101 јард трчањем и 77 јарди хваатања, али су Пантери изгубили 10-24. Пошто се Пантери нису квалификовали за плеј-оф, Мекафри је имао ограничену улогу у17. недељи у победи над Њу Орлеанс Саинтсима са укупно 40 јарди. Сезону је завршио са 1.098 јарди трчањем и седам тачдауна, 107 хватања за укупно 867 јарди и шест ухваћених тачдауна. Мекафри је избегао "синдром друге сезоне", поставши рекордер франшизе Пантерса по укупним јардима у сезони и то са 1.965. Био је рангиран као 42. од стране својих колега играча на листи Топ 100 играча НФЛ-а за 2019. годину.

#### Сезона 2019
У првој недељи против Лос Анђелес Ремса, Мекафри је имао 19 ношења за 128 јарди и два тачдауна и ухватио је 10 пасова за 81 јард, али су Пантери изгубили 27-30. У четвртој недељи против Хјустон Тексанса, Мекафри је имао 27 ношења за 93 јарди и један тачдаун и ухватио 10 пасова за 86 јарди у победи од 16-10. У тој утакмици, Мекафри је направио 179 јарди, док је остатак његовог тима направио само 118 јарди. Током пете недеље против Џексонвил Џагуарса, Мекафри је надмашио свој рекорд по дужини тачдауна у трчању постављен у трећој недељи са трчањем од 84 јарде. Ово је такође био и нови рекорд Пантерса за најдужи тачдаун у трчању. Завршио је меч са 176 јарди у трчања и 2 тачдауна уз 61 јард у хватања и 1 тачдаун, за укупно 237 јарди у победи Пантери 34-27.
Током девете недеље против Тенеси Тајтанса, Мекафри је завршио меч са 146 јарди трчања, 20 јарди хватања и укупно три тачдауна, док су Пантери победили 30-20. Овај учинак га је учинио предводником лиге по јардима у трчању и тачдауновима у трчању, док му је први пратилац био Делвин Кук из Минесота Вајкингса. Током једанаесте недеље у поразу од Фалконса 29-3, Мекафри је направио 121 јард хватањем и 70 јарди у трчаем. Његових 191 јарди из игре било је више него комбиновани учинак остатка тима. Забележио је своје 53. хватање, обарајући рекорд ЛаДејнијан Томлинсона за највише хватања од стране ранингбека у прве три сезоне једног НФЛ играча. У дванаестој недељи, против Саинтса, имао је укупно 133 јарди из игре (64 јарди трчањем и 69 јарди хватањем). У шеснаестој недељи против Индијанаполис Колтса, Мекафри је имао 13 ношења за 54 јарде и ухватио 15 пасова за 119 јарди током пораза свог тима 38-6. У седамнаестој недељи против Њу Орлеанс Саинтса, Мекафри је имао девет ношења за 26 јарди и један тачдаун, ухватио је седам пасова за 72 јарде. Током те утакмице, Мекафри се придружио Роџеру Крејгу и Маршалу Фолку као јединим играчима који су имали 1.000 јарди трчањем и хватањем у истој сезони.
Мекафри је завршио сезону са 1.387 јарди трчањем уз 15 тачдауна и 116 хватања за 1.005 јарди уз четири тачдауна. Овај учинак је довео до тога да је Мекафри буде изабран за свој први Про Боул, који је одигран 26. јануара 2020. године. Добио је почасно признање за Први тим Алл-Про. Мекафри је завршио као трећи у гласању за Офанзивног играча године. Он је био заслужан за 43% офанзивних јарди свог тима током сезоне, што је највећи проценат било ког играча у НФЛ-у. Био је рангиран као шести од стране својих колега играча на листи Топ 100 играча НФЛ-а за 2020. годину.

#### Сезона 2020
Мекафри је 16. априла 2020. године потписао четворогодишњи уговор вредан 64 милиона долара са Пантерима до сезоне 2025, чиме је постао најплаћенији ранингбек у историји НФЛ-а.
У првој недељи, Мекафри је носио лопту 23 пута за 96 јарди и два тачдауна и ухватио три од четири паса за 38 јарди у поразу од 34-30 на домаћем терену од Лас Вегас Рејдерса. У другој недељи против Баканирса, остварио је 88 јарди из игре и два тачдауна трчањем у поразу од 31-17. Када је Мекафри постигао свој други тачдаун током четврте четвртине, доживео је повреду чланка и због те повреде је морао пропустити остатак утакмице. Стављен је на листу повређених играча 23. септембра. Био је у саставу 7. новембра у утакмици против Канзас Сити Чифса. Мекафри је забележио 69 јарди трчањем и тачдаун, као и 82 јарде хватањем и тачдаун хватањем у поразу резултатом 33-31. Током утакмице, Мекафри је доживео повреду рамена и због тога је морао да пропусти следећу утакмицу Пантера, а касније и остатак сезоне. Био је рангиран као 44. од стране својих колега играча на листи Топ 100 играча НФЛ-а за 2021. годину.

#### Сезона 2021
Мекафри је започео сезону 2021. са 177 јарди из игре у првој недељи против Њујорк Џетса и 137 јарди из игре у другој недељи против Сеинтса. У трећој недељи, Мекафри је доживео повреду која га је избацила са терена следеће две недеље. Упркос повратку на тренинг пре 6. утакмице, и даље је био на листи повређених играча. Вратио се на терен 6. новембра за 9. утакмицу сезоне. Остварио је преко 100 јарди из игре у следеће три утакмице. Ипак 29. новембра, Пантери су објавили да ће Мекафри пропустити остатак сезоне због повреде чланка коју је доживео у поразу Пантера у 12. недељи против Долфинса. Завршио је сезону 2021. са 442 јарде трчањем, 343 јарде хватањем и два тачдауна у седам утакмица.

#### Сезона 2022
На отварању сезоне против Кливленд Браунса, Мекафри је имао 14 ношења за 57 јарди и један тачдаун у поразу 24-26. Кроз првих шест утакмица са Пантерима, Мекафри је имао 393 јарде трчањем, 277 јарди хватањем, три тачдауна и 670 јарди из игре.

### Сан Франциско 49ерс

#### Сезона 2022
Мекафри је прослеђен у Сан Франциско 49ерсе 20. октобра 2022. у замену за други, трећи и четврти пик НФЛ драфта 2023. године, као и пети пик драфта 2024. године.
Мекафри је направио свој деби за 49ерсе у 7. недељи против Чифса, где је имао 38 јарди трчањем и 24 хватањем у поразу 44–23. У 8. недељи против Рамса, Мекафри је постао први ранингбек 49ерса који је направио тачдауне трчањем, хватањем и пасом у истој утакмици. Мекафри је четврти играч од спајања АФЛ-а и НФЛ-а 1970. године који је постигао овако нешто. Проглашен је играчем недеље НФЦ конференције за 8. недељу. У 13. недељи против Долфинса, имао је 146 јарди из игре и тачдаун хватањем у победи 33–17. У следећој утакмици против Баканирса, имао је 153 јарди из игре, један тачдаун трчањем и један тачдаунхватањем у победи 35–7. У наредној утакмици против Сихокса, имао је 138 јарди из игре и тачдаун трчањем у победи од 21–13. У 17. недељи против Рејдерса, имао је 193 јарди из игре и тачдаун трчањем у победи 37–34. Завршио је сезону 2022. са 244 ношења за 1.139 јарди и осам тачдауна, уз 85 хватања за 741 јард и пет тачдауна. Изабран је за Про Боул.
У Вајлд Кард рунди против Сијетл Сихокса, имао је 15 ношења за 119 јарди и једним тачдауном хватањем у победи резултатом 41–23. Имaо је тачдаун трчањем у победи од 19–12 против Далас Каубоја у Дивизијској рунди. У НФЦ финалу, имао је 106 јарди из игре и тачдаун трчањем у поразу резултатом 31–7 од Филаделфија Иглса. Квотербекови 49ерса у тој утакмици су сви до једнога били попређени, па је Мекафри морао стати на линију као квотербек. Био је рангиран као 35. од стране својих колега играча на листи Топ 100 играча НФЛ-а за 2023. годину

#### Сезона 2023
У првој недељи против Питсбург Стилерса, Мекафри је имао 22 ношења за 152 јарде и тачдаун, као и три хватања за 17 јарди. Његов најзначајнији потег био је тачдаун од 65 јарди. Мекафри је проглашен најбољим ранингбеком недеље. У трећој недељи против Њујорк Џајантса, Мекафри је имао 18 ношења за 85 јарди и тачдаун, и пет хватања за 34 јарде. Против Аризона Кардиналса у четвртој недељи, Мекафри је имао 20 ношења за 106 јарди и три тачдауна, као и седам хватања за 71 јарди и тачдаун. Својим првим тачдауном на овој утакмици и 13. узастопном утакмицимом са макар једним тачдауном, Мекафри је оборио франшизни рекорд Џери Рајса за највише узастопних утакмица са тачдауном. Био је именован и за најбољег ранингбека недеље (четврти пут за редом), и за Играча недеље у НФЦ конференцији.
У осмој недељи против Синсинати Бенглса, Мекафри је имао 12 ношења за 54 јарде и један тачдаун, као и шест хватања за 64 јарде и тачдаун у поразу 31–17. Мекафри је на овој утакмици изједначио НФЛ рекорд Лени Мора за највише узастопних утакмица са постигнутим тачдауном, имајући 17 узастопних утакмица. Међутим, низ је прекинут током њихове утакмице у 10. недељи против Џексонвил Џагуарса, у којој је имао 16 ношења за 95 јарди, и шест хватања за 47 јарди. У 12. недељи против Сијетл Сихокса, Мекафри је имао 19 ношења за 114 јарди и два тачдауна, као и пет хватања за 25 јарди. Поново је проглашен ранингбеком недеље. Против Сихокса у 14. недељи, Мекафри је имао 16 ношења за 145 јарди и пети пут ове сезоне је назван најбољим ранингбеком недеље. Против Кардиналса у 15. недељи је имао 18 ношења за 115 јарди и тачдаун, као и пет хватања за 72 јарде и два тачдауна.
Против Вашингтон Командерса, Мекафри је забележио 14 ношења за 64 јарде, као и четири хватања за 27 јарди. Током другог дела утакмице благо је истегао мишић. Иако је то била лакша повреда, ипак је пропустио завршницу сезоне против Рамса. Мекафри је завршио своју прву пуну сезону са 49ерсима предводећи лигу у јардама трчањем (1.459), ношењима (339), освојеним јардима трчањем (2.023) и тачдаунима (21). Мекафри је освојио своју прву награду за Најбољег офанзифног играча године и завршио је трећи у гласању за Најкориснијег играча НФЛ-а, иза квотербекова Дак Прескота и Ламара Џексона.
У плејоф утакмици против Грин Беј Пекерса у Дивизијској рунди, Мекафри је имао 17 ношења за 98 јарди и два тачдауна, као и седам хватања за 30 јарди. Мекафри је постигао победнички тачдаун од 6 јарди за коначан резултат 24–21. Против Детроит Лајонса у финалу конференције за 2024. годину, Мекафри је завршио са 20 ношења за 90 јарди и два тачдауна, као и 4 хватања за 42 јарда, и тако помогао 49ерси да се врате из заостатка на полувремену24-7 и дођу до победе резултатом 34–31. Против Канзас Сити Чифса у Супер Боулу LVIII, Мекафри је трчао 22 пута за 80 јарди, ухватио је свих осам покушаја и освојио 80 јарди и забележио тачдаун. Постао је први играч у историји Супер Боула који је имао барем 75 јарди трчањем и 75 јарди хватањем. На крају ипак то није било довољно јер су Чифси славили након продужетка резултатом 25-22.

## НФЛ Статистика

### Регуларна сезона
| Год    | Тим    | Утакмице | Утакмице    | Трчање | Трчање | Трчање | Трчање | Трчање | Хватање | Хватање | Хватање | Хватање | Хватање | Укуно | Укуно | Укуно  | Укуно | Фамблови | Фамблови |
| Год    | Тим    | ОУ       | Као стартер | П      | ЈД     | Пр     | Нјд    | ТД     | П       | ЈД      | Пр      | Нјд     | ТД      | П     | Пр    | ЈД     | ТД    | Фам      | Изг      |
| ------ | ------ | -------- | ----------- | ------ | ------ | ------ | ------ | ------ | ------- | ------- | ------- | ------- | ------- | ----- | ----- | ------ | ----- | -------- | -------- |
| 2017   | КАР    | 16       | 10          | 117    | 435    | 3.7    | 40     | 2      | 80      | 651     | 8.1     | 37      | 5       | 197   | 5.5   | 1,086  | 7     | 2        | 1        |
| 2018   | КАР    | 16       | 16          | 219    | 1,098  | 5.0    | 59     | 7      | 107     | 867     | 8.1     | 38      | 6       | 326   | 6.0   | 1,965  | 13    | 4        | 1        |
| 2019   | КАР    | 16       | 16          | 287    | 1,387  | 4.8    | 84     | 15     | 116     | 1,005   | 8.7     | 28      | 4       | 403   | 5.9   | 2,392  | 19    | 1        | 0        |
| 2020   | КАР    | 3        | 3           | 59     | 225    | 3.8    | 15     | 5      | 17      | 149     | 8.8     | 24      | 1       | 76    | 4.9   | 374    | 6     | 0        | 0        |
| 2021   | КАР    | 7        | 7           | 99     | 442    | 4.5    | 18     | 1      | 37      | 343     | 9.3     | 32      | 1       | 136   | 5.8   | 785    | 2     | 1        | 0        |
| 2022   | КАР    | 6        | 6           | 85     | 393    | 4.6    | 49     | 2      | 33      | 277     | 8.4     | 49      | 1       | 118   | 5.7   | 670    | 3     | 0        | 0        |
| 2022   | СФ     | 11       | 10          | 159    | 746    | 4.7    | 38     | 6      | 52      | 464     | 8.9     | 38      | 4       | 211   | 5.7   | 1,210  | 10    | 1        | 0        |
| 2023   | СФ     | 16       | 16          | 272    | 1,459  | 5.4    | 72     | 14     | 67      | 564     | 8.4     | 41      | 7       | 339   | 6.0   | 2,023  | 21    | 3        | 2        |
| Укупно | Укупно | 91       | 84          | 1,297  | 6,185  | 4.8    | 84     | 52     | 509     | 4,320   | 8.5     | 49      | 29      | 1,806 | 5.8   | 10,505 | 81    | 12       | 4        |

### Плеј-оф
| Год    | Тим    | Утакмице | Утакмице    | Трчање | Трчање | Трчање | Трчање | Трчање | Хватање | Хватање | Хватање | Хватање | Хватање | Укуно | Укуно | Укуно | Укуно | Фамблови | Фамблови |
| Год    | Тим    | ОУ       | Као стартер | П      | ЈД     | Пр     | Нјд    | ТД     | П       | ЈД      | Пр      | Нјд     | ТД      | П     | Пр    | ЈД    | ТД    | Фам      | Изг      |
| ------ | ------ | -------- | ----------- | ------ | ------ | ------ | ------ | ------ | ------- | ------- | ------- | ------- | ------- | ----- | ----- | ----- | ----- | -------- | -------- |
| 2017   | КАР    | 1        | 1           | 6      | 16     | 2.7    | 7      | 0      | 6       | 101     | 16.8    | 56T     | 1       | 12    | 9.8   | 117   | 1     | 0        | 0        |
| 2022   | СФ     | 3        | 3           | 40     | 238    | 6.0    | 68     | 2      | 12      | 61      | 5.1     | 14      | 1       | 52    | 5.8   | 299   | 3     | 0        | 0        |
| 2023   | СФ     | 3        | 3           | 59     | 268    | 4.5    | 39     | 4      | 19      | 152     | 8.0     | 28      | 1       | 78    | 5.4   | 420   | 5     | 1        | 1        |
| Укупно | Укупно | 7        | 7           | 105    | 522    | 5.0    | 68     | 6      | 37      | 314     | 8.5     | 56T     | 3       | 142   | 5.9   | 836   | 9     | 1        | 1        |

## Приватан живот
Мекафри долази из једне веома спортске породице. Мекафријев отац, Ед Мекафри, играо је колеџ фудбал на Стенфорду и у НФЛ-у, већину каријере је превео у Денвер Бронкосима, од 1991. до 2003. године. Његова мајка, Лиса Саим, играла је фудбал на Стенфорду. Његов старији брат Макс играо је фудбал на Дјук Универзитету, а затим и за неколико НФЛ тимова на позицији вајд-рисивера. Његов млађи брат Дилан, квотербек је на Северном Колораду. Његов најмлађи брат, Лук, је вајд-рисивер Вашингтон Командерса. Његов ујак, Били Мекафри, играо је колеџ кошарку на Дјук Универзитету и Универзитету Вандербилт. Мекафријев деда по мајци је Дејв Саим, познати олимпијски тркач.
Мекафри је католичке вероисповести. Једном приликом је изјавио: "Моја вера је веома важна за мене и зато се често молим. Када имате групу људи који вам певају име, важно је да поштујете и славите оног, Бога, који ми омогућава да ово радим."
Мекафри је у вези са Оливијом Кулпо, Мис Универзумом из 2012. године и модном инфлуенсерком. 7. Априла 2023. године објавили су да су се верили.
У 2018. години, Мекафри је се појавио у реклами за НФЛ заједно са Џеј Ајајијем, Тодом Гурлијем и ДеАндре Хопкинсом.